# Anoplotettix
Anoplotettix är ett släkte av insekter. Anoplotettix ingår i familjen dvärgstritar.

## Dottertaxa tillAnoplotettix, i alfabetisk ordning[1]
- Anoplotettix androsinus
- Anoplotettix beieri
- Anoplotettix bitaeniatus
- Anoplotettix cruciatus
- Anoplotettix danutae
- Anoplotettix eckerleini
- Anoplotettix emeljanovi
- Anoplotettix etnensis
- Anoplotettix eubeaticus
- Anoplotettix fastuosus
- Anoplotettix fuscovenosa
- Anoplotettix fuscovenosus
- Anoplotettix golestanicus
- Anoplotettix graecus
- Anoplotettix guilanicus
- Anoplotettix horvathi
- Anoplotettix hyrcanus
- Anoplotettix ibericus
- Anoplotettix kalkandeleni
- Anoplotettix kofleri
- Anoplotettix kurdicus
- Anoplotettix lodosianus
- Anoplotettix loewii
- Anoplotettix magnificus
- Anoplotettix malickyi
- Anoplotettix novaki
- Anoplotettix putoni
- Anoplotettix remanei
- Anoplotettix rodosicus
- Anoplotettix sahtyiancii
- Anoplotettix samosinus